# Jair Mosquera
Jair Mosquera Romana (Istmina, Chocó, Colombia, 5 de febrero de 1993) es un futbolista colombiano que juega como guardameta y actualmente es jugador del Club Deportivo y Social Vida de la Liga Nacional de Honduras.

## Trayectoria
Jair Mosquera debutó profesionalmente con el Barranquilla F.C. en un partido contra el Universitario, correspondiente a la cuarta fecha del Torneo Apertura 2014. En este equipo sólo jugó 10 partidos en 3 años, y las 10 fechas las jugó en un año. Jair Mosquera fue uno de los tres futbolistas ascendidos del Barranquilla F.C. al Atlético Junior por el técnico Alexis Mendoza para disputar la Liga Águila 2015.
Debutó en primera división con Atlético Junior el 28 de febrero de 2016 contra Rionegro Águilas.

## Clubes
| Club               | País     | Año           | Partidos |
| ------------------ | -------- | ------------- | -------- |
| Barranquilla F. C. | Colombia | 2012-2014     | 50       |
| Junior             | Colombia | 2015-2017     | 4        |
| Barranquilla F. C. | Colombia | 2018          | 5        |
| AC Marinhense      | Portugal | 2019-presente | 33       |

## Palmarés

### Campeonatos nacionales
| Título        | Club                   | Año  |
| ------------- | ---------------------- | ---- |
| Copa Colombia | Junior de Barranquilla | 2015 |
| Copa Colombia | Junior de Barranquilla | 2017 |

### Campeonatos internacionales
| Título              | Club               | Sede      | Año  |
| ------------------- | ------------------ | --------- | ---- |
| Sudamericano Sub-20 | Selección Colombia | Argentina | 2013 |